# Обідняк Микола Іванович
Мико́ла Іва́нович Обідня́к (нар. 1925, с. Суворовка, Лутугинський район, Луганська область, Українська РСР, СРСР — пом. 2008, Мінськ, Білорусь) — радянський військовик часів Другої світової війни, розвідник 11-ї гвардійської окремої моторозвідувальної роти 14-ї гвардійської стрілецької дивізії 57-ї армії, гвардії рядовий. Герой Радянського Союзу (1943).

## Життєпис
Народився 25 вересня 1925 (насправді — 1926, рік дописав собі при вступі до війська) року в селі Суворовці (нині — Петро-Миколаївка Лутугинського району Луганської області) в багатодітній українській селянській родині.
Рано залишився без батька. Здобув неповну середню освіту. Під час вступу до школи ФЗН при шахті в Слов'яносербському районі дописав собі один рік. Після закінчення отримав спеціальність бурильника і деякий час працював на шахті в селищі Лотикове. Через хворобу матері був змушений повернутись додому. Закінчив курси механізаторів при колгоспі «Червоний партизан», працював трактористом у Волнухинській МТС.
З початком німецько-радянської війни евакуював майно МТС на схід, але поблизу Ростова-на-Дону потрапив у німецький полон. Здійснив втечу з тимчасового табору для полонених і повернувся в рідне село. До лютого 1943 року перебував на тимчасово окупованій території.
З лютого 1943 року — розвідник 11-ї гвардійської окремої моторозвідувальної роти 14-ї гвардійської стрілецької дивізії. Воював на Південно-Західному, 1-у та 2-у Українських фронтах. Брав участь у Білгородсько-Харківській і Полтавсько-Кременчуцькій операціях.
Особливо гвардії рядовий М. І. Обідняк відзначився під час битви за Дніпро. У ніч з 24 на 25 вересня 1943 року на двох рибальських човнах у складі штурмової розвідувальної групи з 7 чоловік під командуванням гвардії старшого лейтенанта А. В. Грязнова першим форсував річку Дніпро в районі села Пушкарівка (нині — в межах міста Верхньодніпровська Дніпропетровської області). Першим дістався правого берега і вогнем з ручного кулемета змусив супротивника відступити. Група зайняла ворожі окопи і протягом наступних двох діб відбила кілька контратак переважаючого чисельно супротивника аж до підходу основних сил дивізії. За цей час особисто знищив зі свого кулемета 12 солдатів ворога. За цей подвиг керівник групи гвардії старший лейтенант А. В. Грязнов, а також гвардії лейтенант О. С. Шопін і гвардії рядові М. І. Обідняк і Г. Я. Токарєв були удостоєні звання Героя Радянського Союзу.
У подальшому брав участь у Львівсько-Сандомирській операції. Член ВКП(б) з 1944 року. У вересні 1944 року відкликаний з фронту й направлений на навчання. У 1945 році закінчив Курси молодших лейтенантів при Харківському піхотному училищі. З січня 1945 року — командир взводу автоматників запасного стрілецького полку, з вересня 1945 року — старшина автороти окремого автотранспортного батальйону в Південній групі військ. З 1949 року — старшина мотоциклетного батальйону.
У 1951 році закінчив Курси заступників командирів рот з політичної частини й призначений на посаду заступника командира роти окремого мотоциклетного батальйону. З 1953 року — секретар комсомольської організації артилерійського полку. У 1955 році екстерном закінчив Київське військове піхотне училище. З того ж року — секретар парторганізації стрілецького батальйону, з 1956 року — заступник командира з політичної частини окремої місцевої стрілецької роти в Білоруському військовому окрузі.
Починаючи з вересня 1959 року військову службу проходив у частинах РВСП. Обіймав посаду начальник квартирно-експлуатаційного відділення ракетного арсеналу в Столбцях (Білорусь), з липня 196о року — старший інженер з квартирно-експлуатаційної служби, а з липня 1962 року — старший інженер відділу матеріально-технічного забезпечення тієї ж частини. З серпня 1965 року — старший інспектор з режиму ракетного арсеналу в Михайленках.
З липня 1970 року підполковник М. І. Обідняк — у запасі. Мешкав у місті Мінську, до виходу на пенсію працював інженером на радіозаводі імені 50-річчя Компартії БРСР виробничого об'єднання «Горизонт». Вів значну громадсько-патріотичну роботу, очолював Раду ветеранів війни і праці Мінська, згодом — голова Комітету Героїв Радянського Союзу і Героїв Соціалістичної Праці Мінська і Мінської області, полковник армії Білорусі (1995).
Помер 27 лютого 2008 року.

## Нагороди
Указом Президії Верховної Ради СРСР від 20 грудня 1943 року за зразкове виконання бойових завдань командування на фронті боротьби з німецькими загарбниками та виявлені при цьому відвагу і героїзм, гвардії рядовому Обідняку Миколі Івановичу присвоєне звання Героя Радянського Союзу з врученням ордена Леніна і медалі «Золота Зірка» (№ 2488).
Також нагороджений білоруським орденом «За службу Батьківщині» 3-го ступеня (15.04.1999), радянськими орденами Вітчизняної війни 1-го (11.03.1985) та 2-го (04.10.1943) ступенів, Червоної Зірки (30.08.1944) і медалями.

## Пам'ять
У 2010 році на фасаді будинку, в якому мешкав М. І. Обідняк, встановлено меморіальну дошку.

## Мемуари
- Обедняк Н. И. «Рядовыми через войну», Заяц Н. Р. «К Параду Победы» / Лит. обраб. Трихманенко В. Ф. — Киев: Политиздат Украины, 1989. — ISBN 5-319-00207-6